# Палатиција
Палатиција или Палатич (грч. Παλατίτσια) је насељено место у општини Бер у периферији Средишња Македонија, Грчка. Према попису из 2021. године било је 734 становника.
Према бугарском географу и историчару, Василу Канчову, у Палатицији је 1900. године живело 150 Грка хришћана. После 1923. године насељена је 51 грчка избегличка породица из Турске, укупно 177 особа.